# Bis(2,3-dibrompropyl)phosphat
Bis(2,3-dibrompropyl)phosphat (BIS-BP) ist eine chemische Verbindung aus der Gruppe der Phosphorsäureester und Organobromverbindungen. Es kann als Metabolit von Tris(2,3-dibrompropyl)phosphat, das als Flammschutzmittel in Textilien eingesetzt wird, nachgewiesen werden.

## Sicherheitshinweise
Bis(2,3-dibrompropyl)phosphat ist nephrotoxischer als Tris(2,3-dibrompropyl)phosphat.

## Regulierung
Bis(2,3-dibrompropyl)phosphat ist in Japan in Textilprodukten wie Vorhängen, Teppichen und Schlafkleidung verboten.